# 普爾馬尼莊園

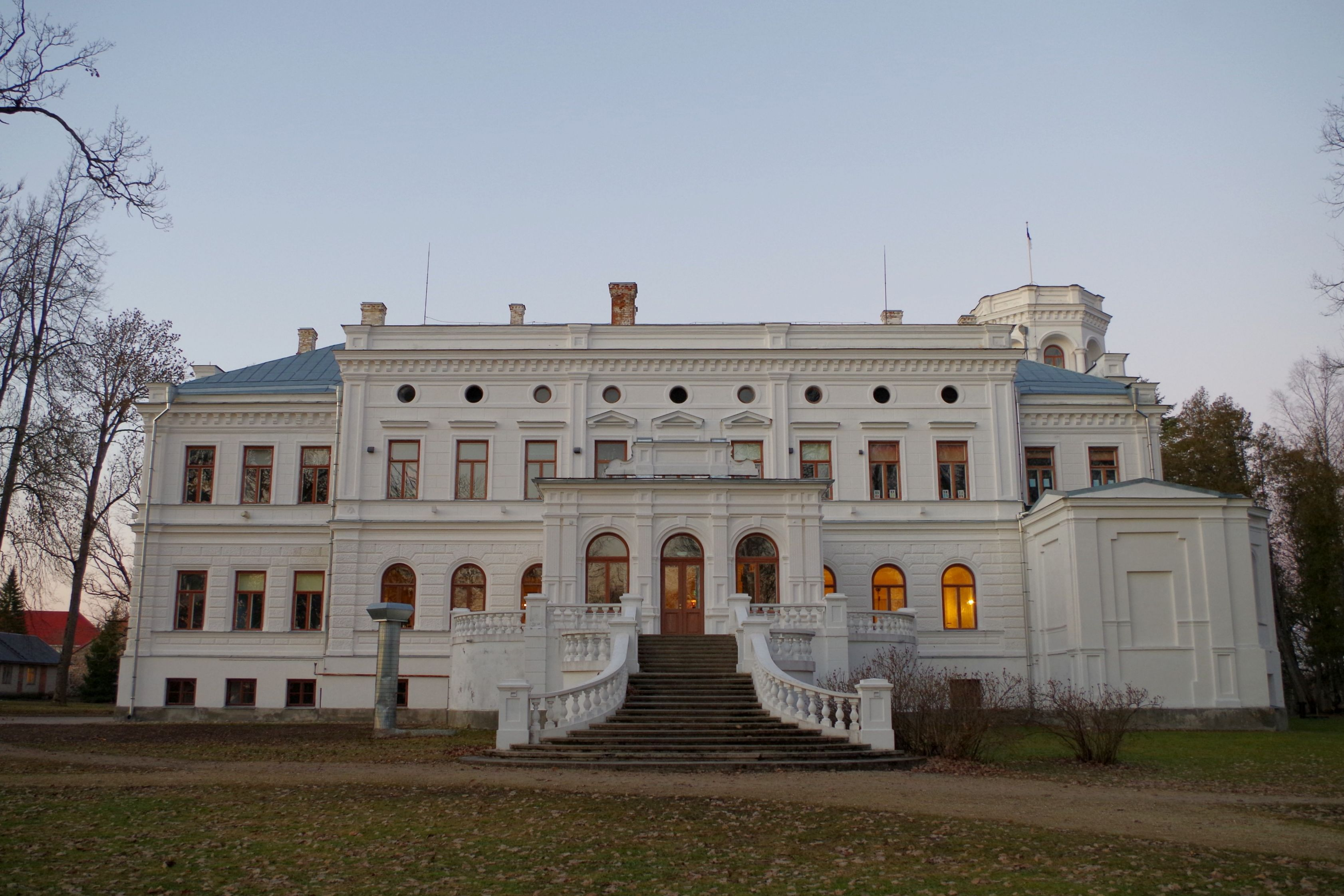

58°34′30″N 26°17′23″E / 58.57500°N 26.28972°E
普爾馬尼莊園是愛沙尼亞的一座莊園建築，位於約格瓦縣普爾馬尼。這座莊園在1999年11月23日列入愛沙尼亞文化遺產保護名單。1923年開始，這座莊園被作為學校使用。